# دراغون بول فايترز
دراغون بول فايترز (بالإنجليزية: Dragon Ball FighterZ‎؛ باليابانية: ドラゴンボール ファイターズ) هي لعبة من سلسلة ألعاب دراغون بول صدرت اللعبة في 26 يناير 2018. هذه اللعبة هي لعبة قتال من نمط 2.5D. اللعبة من تطوير Arc System Works ونشر بانداي نامكو، وستصر على كل من بليستيشن 4 وإكس بوكس ون ووويندوز.وربحت جائزه أفضل لعبه قتاليه لسنه2018

## وصلات خارجية
- دراغون بول فايترز على موقع IMDb (الإنجليزية)

- الموقع الرسمي